# Leonella Sgorbati
Leonella Sgorbati, née le 9 décembre 1940 à Gazzola et morte assassinée le 17 septembre 2006 à Mogadiscio, est une religieuse italienne qui fut missionnaire et infirmière au Kenya puis au Somalie, où elle fut assassinée par des terroristes islamistes à cause de sa foi chrétienne. Reconnue martyre par l'Église catholique, elle est vénérée comme bienheureuse depuis le 26 mai 2018.

## Biographie
Rosa Maria Sgorbati confie dès l'âge de 16 ans à sa mère qu'elle désire devenir missionnaire. Elle entre en 1963 chez les Sœurs missionnaires de la Consolata à Sanfrè dans le Piémont, où elle prend le nom de sœur Leonella. Elle suit une formation d'infirmière en Angleterre de 1966 à 1968. Elle réalise son rêve de missionnaire lorsqu'elle est nommée au Kenya en 1970. Elle y travailla notamment comme sage-femme, donnant naissance à environ quatre mille enfants, et ouvrit une petite école d'infirmière pour répondre aux nécessités grandissantes. De 1993 à 1999, elle est la supérieure provinciale des sœurs de la Consolata du Kenya.
En 2001, sœur Leonella est envoyée à Mogadiscio, en Somalie, au service de SOS Villages d'enfants pour y fonder une école de soin dont elle devient la directrice l'année suivante. Selon sœur Gianna Irene Peano, sœur Leonella « était une personne si bonne, tout le monde l'aimait. »
Devant les troubles politiques qui secouaient la Somalie, notamment par les extrémistes islamistes, ses consœurs s'inquiétaient pour sa sécurité, mais elle répondait : « Je me suis donnée au Seigneur, il peut faire de moi ce qu'il veut ». Lors d'une interview réalisée en mars 2006, elle déclara : « Il y a une balle avec mon nom écrit dessus et Dieu seul sait quand elle arrivera. ». Le 17 septembre 2006, alors qu'elle sortait de l'hôpital de Mogadiscio pour rejoindre son couvent, situé à quelques mètres, elle fut abattue en pleine rue avec son garde du corps, en raison de sa foi, par deux membres de l'Union des tribunaux islamiques. Portée à l'hôpital dans un état très critique, elle expira quelques minutes après, avant que ses consœurs n'aient recueilli ses dernières paroles : « Perdono, perdono! » (« Je pardonne, je pardonne ! »).

## Vénération

### Béatification

#### Reconnaissance du martyre
La cause pour la béatification et la canonisation de Leonella Sgorbati débute le 31 août 2013, à Mogadiscio. L'enquête diocésaine récoltant les témoignages sur sa vie et les conditions de sa mort se clôture en septembre 2014, puis envoyée à Rome pour y être étudiée par la Congrégation pour les causes des saints.
Après le rapport positif des différentes commissions sur la sainteté et le martyre de Leonella Sgorbati, le pape François procède, le 8 novembre 2017, à la reconnaissance de sa mort en haine de la foi, la déclarant ainsi martyre et signe le décret permettant sa béatification.
Elle est solennellement proclamée bienheureuse le 26 mai 2018, au cours d'une messe célébrée dans la cathédrale de Plaisance par le cardinal Amato.

### Culte
La bienheureuse Leonella Sgorbati est fêtée le 17 septembre.
La dépouille de sœur Leonella a été exhumée du cimetière des sœurs le 30 septembre 2017, et placée dans l'église Notre-Dame de l'Univers à Nairobi.
La croix de sœur Leonella Sgorbati est gardée depuis octobre 2008 dans la basilique San Bartolomeo all'Isola à Rome consacrée à la mémoire des nouveaux martyrs des XXe et XXIe siècles.

## Source de la traduction
- (de) Cet article est partiellement ou en totalité issu de l’article de Wikipédia en allemand intitulé « Leonella Sgorbati » (voir la liste des auteurs).